# Towanda (Pensilvania)
Towanda es un borough ubicado en el condado de Bradford en el estado estadounidense de Pensilvania. En el año 2000 tenía una población de 3,024 habitantes y una densidad poblacional de 1,033.3 personas por km².

## Geografía
Towanda se encuentra ubicado en las coordenadas 41°46′13″N 76°26′48″O / 41.77028, -76.44667.

## Demografía
Según la Oficina del Censo en 2007 los ingresos medios por hogar en la localidad eran de $35,814 y los ingresos medios por familia eran $41,884. Los hombres tenían unos ingresos medios de $35,663 frente a los $23,796 para las mujeres. La renta per cápita para la localidad era de $17,438. Alrededor del 13.4% de la población estaba por debajo del umbral de pobreza.